# عملیات انتقال جرم (کتاب)
عملیات انتقال جرم(به انگلیسی: Mass-Transfer Operations) نام کتابی در زمینه انتقال جرم  در مهندسی شیمی است که توسط رابرت تریبال نوشته شده و ترجمه آن به فارسی توسط دکتر مرتضی سهرابی و دکتر طاهره کاغذچی انجام گرفته است.